# Magnus Johansen
Magnus Johansen (11. dubna 1893 Eidsberg – 15. března 1955) byl norský rychlobruslař.
Prvního světového šampionátu se zúčastnil v roce 1904. Na MS 1907 dosáhl sedmé příčky, o dva roky později byl šestý. V roce 1910 obsadil třetí místo na norském šampionátu, o několik týdnů později vybojoval stříbrnou medaili na Mistrovství Evropy a následně se umístil na čtvrté příčce na Mistrovství světa. Poslední závody absolvoval v roce 1911, kdy byl sedmý na kontinentálním šampionátu.